# Marcantonio Durando
Marcantonio Durando, CM (22. května 1801, Mondovì – 10. prosince 1880, Turín) byl italský římskokatolický kněz a řeholník kongregace lazaristů, zakladatel kongregace Nazaretských sester umučení. Katolická církev jej uctívá jako blahoslaveného.

## Život
Narodil se dne 22. května 1801 v Mondovì jako jedno z deseti dětí Angele Vinaj. Dva jeho sourozenci zemřeli jako kojenci. Vyrůstal v domě na náměstí poblíž katedrály sv. Donáta v Mondovì. Pokřtěn byl ještě v roce svého narození. Jeho matka byla zbožná a svým dětem vštěpovala víru, zatímco jeho otec měl liberální myšlenky a měl agnostické sklony. Jeho bratři Giacomo (4. února 1807 – 21. srpna 1894) a Giovanni (23. června 1804 – 27. května 1869) byli významní generálové a politici.
V roce 1841 zahájil svá kněžská studia v Mondově. Toužil se stát misionářem v Číně a v roce 1816 vstoupil do misijní řeholní kongregace lazaristů. Roku 1818 v kongregaci složil své řeholní sliby poté, co dokončil svá filozofická studia a obdržel tonzuru a nižší svěcení. Po období v noviciátu byl poslán do Sarzany, aby pokračoval ve svých teologických studiích. Roku 1822 svá studia přerušil kvůli špatnému zdraví, kterému čelil. Téhož roku mu také zemřela matka. Kněžské svěcení přijal dne 12. června 1824. Jeho představení ho i přes jeho žádosti odmítli poslat na misie.
Zůstal v Casale Monferrato až do roku 1829, kdy se přestěhoval do Turína. Roku 1831 byl jmenován představeným turínského řeholního domu a roku 1837 se stal přestaveným lazaristů v oblasti, kterým pak byl až do své smrti. Ze své funkce řídil formaci kněží a řeholníků a koordinoval misie. Kromě toho kázal a vedl duchovní cvičení, která přitahovala mnoho lidí.
V roce 1835 pomohl v Turíně novému působení kongregace Milosrdných sester svatého Vincence de Paul, která pochází z Francie, a která s jeho podporou rozšířila také do Janova a na další místa v Itálii. Roku 1855 poslal některé sestry této kongregace na frontu během krymské války, aby ošetřovaly raněné. Podporoval nové dílo Šíření víry, které založila roku 1822 ve Francii bl. Pauline-Marie Jaricot. V roce 1855 zřídil školu Brignole-Sale pro ty, kteří se chtěli připojit k zahraničním misiím a dohlížel zde na formaci budoucích misijních kněží. Byl také duchovním vůdcem Klarisek-kapucínek a dalších ženských řeholních ústavů.
Postavil se proti jansenismu, který se tou dobou rozšiřoval. Přibližně v této době jej pozval biskup bl. Giustino de Jacobis Duranda, aby s ním sloužil v Etiopii, avšak odmítl kvůli svým závazkům, které jej připoutaly k Turínu.
Dne 21. listopadu 1865 založil ženskou řeholní kongregaci Nazaretských sester umučení spolu s Luigiou Borgiotti, která se stala jednou z prvních postulantek nové kongregace. Zvláště mezi mladými se snažil rozšířit poselství tzv. Zázračné medailky a za tímto účelem založil v roce 1856 spolek Děti Marie.
Zemřel dne 10. prosince 1880 v Turíně. Jeho ostatky jsou pohřbeny v Santuarietto della Passione při kostele Navštívení Panny Marie v Turíně.

## Úcta
Jeho beatifikační proces započal dne 23. března 1941, čímž obdržel titul služebník Boží. Dne 1. července 2000 jej papež sv. Jan Pavel II. podepsáním dekretu o jeho hrdinských ctnostech prohlásil za ctihodného. Dne 20. prosince 2001 byl uznán zázrak na jeho přímluvu, potřebný pro jeho blahořečení.
Blahořečen pak byl dne 20. prosince 2001 na Svatopetrském náměstí papežem sv. Jan Pavel II.
Jeho památka je připomínána 10. prosince. Bývá zobrazován v kněžském oděvu. Je patronem jím založené kongregace.